# Attaque du 29 décembre 2017 à Helwan
Le 29 décembre 2017, un djihadiste ouvre le feu devant l'église Saint-Menas, à Helwan, dans la banlieue sud du Caire. Il y tue 7 personnes, dont un officier. Sur le chemin de l'église, il avait attaqué un magasin et fait 2 morts.

## Déroulement
Le vendredi 29 décembre 2017, Ibrahim Ismail Moustafa, individu recherché pour plusieurs crimes, abat deux Coptes dans un magasin d'électronique en se rendant à l'église Saint-Menas du Caire. Quelques minutes plus tard, il ouvre le feu à l'arme automatique devant l'église, tuant 7 autres fidèles dont un ancien officier. S'ensuit un échange de coups de fou avec des agents de sécurité qui blesse 5 d'entre eux et au terme duquel le terroriste est neutralisé.
Le 23 décembre, il avait tué trois personnes dans un café; le 28, trois militaires retraités à un péage.